# Julio Mougán
Julio Mougán (nacido el 5 de febrero de 1973) es un entrenador de fútbol sala. 

## Historia
Al acabar la temporada 2010/2011, acaba contrato en el Lanzarote Arrecife 2020 Tías-Yaiza y tras decidir no salir el equipo lanzaroteño ficha por el Gasifred Atlético FS.

## Clubes
- 1990/2007 – Escuelas Deportivas de base en Vigo (Colegio Emilia Pardo Bazán, Colegio Rosalía de Castro, Colegio Marcote)
- 2000/2001 – Colegio Marcote, juvenil
- 2001/2002 – Vigo Fútbol Sala, 1ª Nacional A
- 2002/2005 – Redondela Fútbol Sala, Autonómica y 1ª Nacional B
- 2005/2006 – Cometal Celta de Vigo FS, 1ª Nacional A
- 2006/2007 – Cometal Celta de Vigo FS, 2º Entrenador, División de Honor
- 2007/2011 – Coordinador y Entrenador Escuelas Municipales de Yaiza
- 2007/2008 – Lanzarote Playas del Sur, 1ª Nacional A
- 2008/2009 – Lanzarote Tías-Yaiza, División de Plata
- 2009/2010 – Lanzarote Tías-Yaiza, División de Plata
- 2010/2011 – Lanzarote Arrecife 2020 Tías-Yaiza, División de Plata
- 2011/2012 – Gasifred Atlético FS, División de Plata
- 2012/2013 – Redondela Fútbol Sala, Autonómica Sur Galicia

## Selecciones
- 1998/2000 – Seleccionador de Vigo categoría Benjamín
- 2002/2006 – Seleccionador Gallego Juvenil

## Palmarés
- Campeón Copa de Vigo con Colegio Emilia Pardo Bazán Benjamín
- Campeón Gallego Juvenil y 4º en el Campeonato de España con Colegio Marcote
- Ascenso a 1ª Nacional B con Redondela Fútbol Sala
- Campeón de España con la Selección Gallega Juvenil
- Ascenso a División de Plata con el Lanzarote Tías-Yaiza (2007-2008)
- PlayOff División de Honor Lanzarote Tías-Yaiza (2008-2009)
- PlayOff División de Honor Lanzarote Arrecife 2020 Tías-Yaiza (2010-2011)
- Campeón Copa Canarias con el Lanzarote Tías-Yaiza (2008/2009)
- Campeón Copa Canarias con el Lanzarote Tías-Yaiza (2009/2010)
- Campeón Torneo 7 Islas con el Lanzarote Tías-Yaiza (2008/2009)

## Otros intereses
- Profesor de la Escuela de Entrenadores de la Federación Gallega de Fútbol Sala
- Entrenador y Director en los campus “Fran Serrejón”
- Ponente Memorial Uco Arrocha (2008)
- Ponente Federación Gallega Fútbol Sala (2009)
- Colaborador Web “Futsal-Tactico.com”